# Піддовга-1
Піддовга — заповідне урочище місцевого значення (частина історичного урочища). Об'єкт розташований на території Городенка Івано-Франківської області.
Площа — 1,6000 га, статус отриманий у 1983 році.